# Propifenazona
La propifenazona o isopropilantipirina, és un medicament que pertany a el grup de les pirazolones i té propietats antitèrmiques i analgèsiques, per la qual cosa s'utilitza per tractar el dolor i la febre, bé sol o associat a altres fàrmacs en el mateix comprimit. La seva acció farmacològica es deu al fet que produeix un bloqueig en la síntesi de prostaglandines per inhibició de l'enzim ciclooxigenasa .
Es va iniciar la seva comercialització l'any 1951, però a causa que pot causar, molt infreqüentment, efectes secundaris greus i potencialment mortals, com anèmia aplàstica i agranulocitosi, les autoritats sanitàries han recomanat restringir la utilització a dolors intensos que no responguin a altres tractaments i no utilitzar-lo en nens. En alguns països la seva producció i venda estan prohibides.
Encara que posseeix propietats antiinflamatòries, no està indicat per tractar processos reumàtics, ja que hi ha altres alternatives de la mateixa eficàcia i més segures per als pacients.